# Шамхал (посёлок городского типа)
Шамха́л (кум. Шаухал) — посёлок городского типа в Дагестане. Входит в городской округ Махачкала. Подчинён Кировской районной администрации города Махачкала.

## Этимология
Название поселения вероятно связано с государственным титулом — шамхал, который вплоть до второй половины XIX века был распространён на территории древнего Дагестана.

## География
Расположен в 15 км (по дорогам) к северо-западу от Махачкалы, на берегах реки Шура-озень. Со всех сторон посёлок Шамхал окружён зелёными полями и лугами, в летний период превращающимися в пастбище для скота.

## История
Статус посёлка городского типа — с 1965 года.

## Население
| 1926    | 1939    | 1959    | 1970    | 1979    | 1989    | 2002    |
| ------- | ------- | ------- | ------- | ------- | ------- | ------- |
| 57      | ↗265    | ↗2193   | ↗3099   | ↗4359   | ↗5390   | ↗7823   |
| 2010    | 2012    | 2013    | 2014    | 2015    | 2016    | 2017    |
| ↗11 855 | ↗11 880 | ↗11 918 | ↘11 857 | ↗11 881 | ↘11 849 | ↗11 979 |
| 2018    | 2019    | 2020    | 2021    | 2023    | 2024    | 2025    |
| ↘11 914 | ↗12 078 | ↗12 199 | ↘11 057 | ↗11 148 | ↗11 200 | ↗11 284 |

Национальный состав
По данным Всероссийской переписи населения 2010 года:
| Народ         | Численность, чел. | Доля от всего населения, % |
| ------------- | ----------------- | -------------------------- |
| аварцы        | 6576              | 55,47 %                    |
| кумыки        | 2670              | 22,52 %                    |
| даргинцы      | 930               | 7,84 %                     |
| лакцы         | 459               | 3,87 %                     |
| агулы         | 330               | 2,78 %                     |
| русские       | 303               | 2,56 %                     |
| лезгины       | 256               | 2,16 %                     |
| азербайджанцы | 91                | 0,77 %                     |
| другие        | 198               | 1,13 %                     |
| не указали    | 42                | 0,35 %                     |
| всего         | 11 855            | 100,00 %                   |

## Транспорт
В посёлке находится станция Шамхал Северо-Кавказской железной дороги (код 54300). Посёлок соединён транспортными путями с такими населёнными пунктами, как Тюбе, Шамхал-Термен, Богатырёвка, а также с городом Махачкала.

## Религия
На территории посёлка расположено пять мечетей, в трёх из которых проходят пятничные коллективные молитвы.